# André Glucksmann
Pour les articles homonymes, voir Glucksmann.
André Glucksmann, né le 19 juin 1937 à Boulogne-Billancourt (Seine) et mort le 9 novembre 2015 à Paris 10e, est un philosophe et essayiste français proche de l'extrême gauche maoïste au début de sa carrière, devenant  néolibéral à la fin.
En effet, engagé dans sa jeunesse dans le maoïsme, il est ensuite associé au courant dit des « nouveaux philosophes » et évolue progressivement vers une position atlantiste et néolibérale.
Il est le père de l'essayiste et homme politique Raphaël Glucksmann.

## Biographie

### Histoire familiale et enfance
Joseph André Glucksmann naît le 19 juin 1937 à Boulogne-Billancourt, dans une famille juive ashkénaze. Sa mère, Martha Bass (1903-1973) est née à Prague, dans ce qui était alors l'Empire austro-hongrois. Son père, Rubin Glucksmann (1889-1940), originaire de Czernowitz, au nord de la Bucovine, région alors austro-hongroise puis roumaine (actuellement en Ukraine), a combattu pendant la Première Guerre mondiale dans l'armée austro-hongroise. Tous deux militants sionistes de gauche, ils choisissent, indépendamment l'un de l'autre, d'émigrer en Palestine mandataire au cours des années 1920. Martha travaille un temps dans un kibboutz, qu'elle quitte désabusée pour revenir à Jérusalem où elle trouve un emploi de cuisinière. C'est alors qu'elle rencontre celui qui deviendra son époux, qui travaille comme ouvrier à la construction de routes. Déçus par le sionisme, les deux jeunes gens adhèrent en 1923 au Parti communiste palestinien. Leurs filles Eliza et Miriam naissent à Jérusalem en 1924 et 1928. Vers la fin de la décennie, Rubin est recruté par les services secrets soviétiques, et dès 1930, sur ordre du Komintern, le couple quitte la Palestine pour s'installer à Hambourg. Sa situation devient dangereuse après la prise du pouvoir par les nazis en 1933. En 1935, apprenant qu'ils sont recherchés par la Gestapo, les Glucksmann s'enfuient en France et s'installent à Boulogne-Billancourt. Rubin est à présent employé par la Wostwag, une société écran du Komintern, dont l'une des activités principales est de fournir du matériel aux Républicains espagnols,. Le 19 juin 1937, Martha met au monde un garçon, que ses parents prénomment André Joseph, en hommage à Etkar Josef André (de), cadre dirigeant d'origine juive du Parti communiste d'Allemagne (KPD), décapité quelques mois plus tôt à Hambourg et dont le nom vient d'être donné au troisième bataillon des Brigades internationales en Espagne,. Peu après cette naissance, Rubin part travailler à Londres, tandis que Martha reste en France pour permettre à leurs filles d'y poursuivre leur parcours scolaire. L'historien Sebastian Voigt décrit la fonction de Rubin à Londres comme revêtant une grande importance pour l'Union soviétique. Dès le début de la Seconde Guerre mondiale, Rubin est arrêté comme « étranger ennemi » et interné comme beaucoup d'autres immigrants par les autorités britanniques, mais libéré le 19 octobre 1939. Le 17 mai 1940, il est de nouveau arrêté, cette fois pour espionnage, et envoyé dans un camp près de Londres. Il meurt le 2 juillet 1940 dans le naufrage du SS Arandora Star qui l'emmenait au Canada pour y être interné comme « agent ennemi ». Après l'invasion de la France par l'armée allemande et l'occupation de la zone nord, Martha Glucksmann gagne la zone libre avec ses trois enfants et rejoint la Résistance. Après la guerre, elle se remarie avec Paul Kessler, un cadre du Parti communiste d'Autriche, et restera jusqu'à sa mort en 1973 étroitement liée au Parti communiste.

### Les années d'études et d'enseignement
Le jeune André, qui a choisi de rester en France, suit des études secondaires au lycée scientifique et technologique La Martinière à Lyon. Dès 1950, en falsifiant son âge, il adhère à l'Union de la jeunesse républicaine de France,. Au cours des années suivantes, il y côtoiera Raymond Bellour, Jean-Jacques Brochier et Georges Valero. Élève d'hypokhâgne puis de khâgne au lycée du Parc[réf. nécessaire], il participe, avec d'autres lycéens et étudiants lyonnais, à la rédaction du journal Partis pris, dans lequel il publie des poèmes. En 1956, il milite à l'Union des étudiants communistes (UEC), qui vient d'être créée. Il y défend, au nom du cercle des élèves communistes des classes préparatoires du lycée Henri IV, une position « dissidente », demandant que l'UEC soit indépendante du parti et ne s’aligne pas nécessairement et par principe sur ses positions. Quelques mois plus tard, il en sera exclu.
Entré à l’École normale supérieure de Saint-Cloud en 1957, il y rencontre Christine Lecocq-Buci, qu'il épouse le 18 décembre 1958. Ils divorcent officiellement en mai 1974. En mars 1981, André épouse Françoise Villette, avec laquelle il a un fils, Raphaël Glucksmann. 
Reçu à l'agrégation de philosophie en 1961, il est nommé professeur au lycée de jeunes filles Juliette-Récamier, à Lyon, où il enseigne quelques années.
En janvier 1964, il achève un essai sur le western, qui paraît deux ans plus tard sous le titre « Les aventures de la tragédie » dans Le Western. Approches, mythologies, auteurs, acteurs, filmographies, recueil publié sous la direction de son camarade Raymond Bellour dans la collection 10/18.
En 1966, il entre comme attaché de recherches au Centre national de la recherche scientifique (CNRS). Au cours des deux années suivantes, il suit de manière plus ou moins régulière les séminaires de Jacques Lacan et de Raymond Aron.
Dans le numéro de mars 1967 des Temps modernes, il publie, sous le titre « Un structuralisme ventriloque », une analyse très critique des travaux de Louis Althusser sur Marx.  
En décembre de la même année, alors qu'il est assistant de Raymond Aron à la Sorbonne, il publie aux éditions de L'Herne Le Discours de la Guerre, « mélange de philosophie, de stratégie militaire, de dissuasion nucléaire et de théorie des jeux », selon la description qu'il en donne vingt ans plus tard. L'auteur, encore inconnu, est « adoubé » par Jacques Lacan au cours de son séminaire du 24 janvier 1968. Le livre, tiré à peu d'exemplaires, fait en outre l'objet d'une recension très élogieuse dans Le Monde du 7 février suivant sous la plume d'André Fontaine, chef du service de politique étrangère. Il est réédité en 1974 dans la collection 10/18 avec une préface de Jeannette Colombel.

### L'engagement maoïste de 1968 à 1974
Militant maoïste entre 1968 et 1974, et ardent défenseur de la révolution culturelle chinoise, il s'oppose physiquement aux militants du Parti communiste français, qu'il qualifie de révisionnistes bourgeois, au sein du mouvement de la Gauche prolétarienne (GP), rejointe début 1969[réf. nécessaire].

#### Mai-juin 1968
En mai 1968, André Glucksmann a trente ans. Les événements qui vont marquer ce printemps, il les suit, au moins dans un premier temps, avec un certain détachement, comme il l'explique plus tard à son fils, étonné de l'entendre dire qu'il a « croisé Mai 68 par amour » (pour Françoise Villette-Renberg) et non « pour la révolution » : 
« La lutte finale ? Je pensais avoir donné adolescent. Comme en témoignait mon honorable exclusion des rangs communistes en 1956 […] Mai 68. Depuis quelques jours, les étudiants jouent aux gendarmes et aux voleurs dans les rues de Paris, je les regarde s'ébrouer de loin. Voilà quelques années, j'ai quitté leur cour de récréation. Mon premier livre, Le Discours de la guerre, vient de sortir. […] Les mathématiciens du CNRS et les généraux de l'École de guerre apprécient. Je m'engueule, courtoisement, avec Raymond Aron sur les prouesses de son ami McNamara au Vietnam. Je bois des coups avec Barthes et Lacan m'adoube. Althusser m'offre d'expliquer « mon » Hegel à son séminaire. Une brillante carrière universitaire s'annonce. J'ai les cheveux ni trop longs ni trop courts, je m'habille chez Lassance, le jour des soldes, et la révolution m'ennuie. Mais rien n'est jamais acquis et le coup de foudre ne se décrète pas. […] Une Salomée en Levis et tee-shirt me tire par la main. Elle dit : « Tu viens ou pas ? », insiste : « Si c'est non, c'est fini. » Je la suis. »
Dans les semaines qui suivent, il collabore, de manière anonyme, à la rédaction du journal Action, que le journaliste Jean Schalit, ex-dirigeant exclu de l'Union des étudiants communistes (UEC) a créé dès le début de mai, avec Jean-Claude Dollé et Jean-Marcel Bouguereau, et dont le premier numéro, sorti le 7 mai, lançait un appel à la grève générale et à l'insurrection. 
Au mois de juillet, il fait paraître chez Christian Bourgois un essai intitulé Stratégie et révolution en France 1968, dans lequel il soutient que jamais depuis un siècle un mouvement n'avait ressemblé d'aussi près à celui que Marx avait en tête en 1848,. À l'instar d'Alain Krivine, qui dénonce « la trahison du PCF et du PS », il explique l'échec du mouvement par l'absence d’une force organisée. 
À l'automne 1968, parmi les étudiants qui avaient érigé en juin une barricade devant l'usine Renault de Flins,, un groupe mené par Guy Hocquenghem rompt avec le courant majoritaire de la Ligue communiste révolutionnaire d'Henri Weber et Daniel Bensaïd, les deux auteurs de Mai 68, une répétition générale,, pour former plutôt une « 3e tendance » : ils sont aussi contre celle des « esthètes de la révolution », visant en particulier les frères Daniel et Gabriel Cohn-Bendit, et pour « la rigueur organisationnelle fondée sur l’autodiscipline et l’exigence militante ». Cette tendance groupe « spontanéiste et mouvementiste » inclut aussi Marc Hatzfeld, Michel Besmond, André Glucksmann et surtout sa compagne Françoise Renberg, qui s'oppose vigoureusement au projet d'adhérer à la Quatrième Internationale trotskyste. 
Avec Michel Andrieu, Renan Pollès, Patrick Meunier et Jacques Kébadian, Françoise Renberg-Villette fait partie des étudiants de l'IDHEC qui ont filmé la Grève des mineurs français de 1963. Devenu Atelier de Recherche Cinématographique ce groupe a tourné quatre films avant et pendant Mai 68, au moment où Jeannette Colombel, la mère de Françoise, quitte le PCF. Avec Serge July et Michel Fontaine et se disant « gauchiste », pas « maoïste », Françoise Renberg codirigera à partir de 1970 avec André Glucksmann le journal J'accuse, couplé à La Cause du peuple. 
La Gauche prolétarienne est fondée en février 1969, après cinq mois de discussion, par Benny Lévy, Robert Linhart, ex-leader de l'UJCMLF (scission maoïste de l'UEC en 1967), Serge July et Alain Geismar, deux militants de Mai 68 partis passer l'été à Cuba, où ils ont écrit le livre Vers la guerre civile,. Déçue de l'échec de Mai 68, cette GP a réuni en janvier une « assemblée nationale ouvrière » avec des « établis » maoïstes en entreprise, pour remplacer la ligne de « construction d'une CGT de lutte de classe » du PCMLF, qui militait à la CGT par un « combat contre les syndicats » en fondant des « comités de base ».
Les cercles parisiens de cette « 3e tendance » sont dissous et les militants exclus de la JCR lors d’une assemblée générale à l’École de médecine au début de 1969, sauf Marc Hatzfeld et Françoise Renberg-Villette, qui participeront au congrès de fondation de la Ligue communiste à Manheim du 5 au 8 mai 1969. Certains rejoindront la Gauche prolétarienne et d'autres comme Guy Hocquenghem aller écrire dans Tout !, journal de Vive la révolution, dirigé par Roland Castro et Tiennot Grumbach puis créer le Front homosexuel d'action révolutionnaire (FHAR).

#### De la Sorbonne à l'université de Vincennes
Dès novembre 1968, à la Sorbonne, une assemblée générale est pilotée par un « comité d'action », mené par Jean-Marc Salmon et André Glucksmann, dans le sillage du numéro de novembre du journal Action, pour dénoncer les conditions de recrutement du Centre universitaire de Vincennes qui doit ouvrir dans deux mois sur un ancien terrain militaire. Au moment des violences de janvier 1969 à Vincennes, Glucksmann et son ami Jean-Marc Salmon créent le premier de ces « comités de base » au Centre universitaire de Vincennes.
André Glucksmann y enseigne « l'Écriture politique » tandis que sa belle-mère Jeannette Colombel, recrutée par Michel Foucault lors d'un jury de thèse de Gilles Deleuze, professe sur Nihilisme et contestation. Ce « comité de base » permet de déborder les fondateurs locaux de la Gauche prolétarienne, des spécialistes de l'auteur Jacques Lacan comme Jean-Claude Milner et Gérard Miller. Un après-midi, il mène l'assaut d'une cinquantaine de militants dans le cours d'Henri Weber, maitre assistant en philosophie et dirigeant d'un groupe gauchiste rival, intitulé À quoi pense Mao ? car consacré aux relations sino-soviétiques de 1928. Les maoïstes de Vincennes « mimaient la guerre prolongée du peuple » contre la police, le conseil d'Université et la police, se souvient Henri Weber.
Parmi les autres actions du trio constitué de Jean-Marc Salmon, André Glucksmann, et Jean Paul Dollé, l'humiliation d'un étudiant d'extrême-droite entièrement déshabillé et recouvert de ketchup, ce qui amène André Gisselbrecht, maitre-assistant à Vincennes dès son ouverture en 1969 et qui y terminera sa carrière comme maître de conférences, à les traiter de « gauchistes-fascistes » dans L'Humanité et à être en retour interdit de séjour dans les assemblées générales. 
Le comité de base est violemment opposé aux élections: les urnes sont jetées dans un bassin vide lors des élections universitaires et une semaine plus tard c'est un jeune reporter d'Europe 1, Ivan Levaï, qui y est précipité à son tour,.

#### Les publications de 1969
En juin 1969 aussi, André Glucksmann publie au Centre universitaire de Vincennes la revue Révolution culturelle, avec Jean-Paul Dollé et Jean-Michel Gérassi. Le seul numéro sorti est « fondé sur un malentendu » entre ceux, menés par Glucksmann, qui donnent au titre le sens de « révolution politique » dans « la mouvance de ce qui se passait en Chine », et ceux pour qui « c'était révolutionner soi-même », se souvient Gérassi, qui au mois d'octobre suivant publie avec Guy Hocquenghem un supplément à la revue titré Faire la Révolution, puis en avril 1970 un supplément au journal Le Paria, titré Changer la vie, Faire la révolution, que Guy Hocquenghem republie dans L'Après-mai des faunes. Moins d'un an plus tard, dans une lettre manuscrite de mai 1970, Sartre donne à John « Tito » Gerassi, l’assurance de l'exclusivité pour des Entretiens en vue de publier sa biographie.
Au même moment, la future belle-mère d'André Glucksmann, la philosophe Jeannette Colombel, va chercher son ami Jean-Paul Sartre pour créer le Secours rouge (France) et soutenir le lancement du mensuel J'accuse, confié en janvier 1971 à sa fille Françoise Villette, à André Glucksmann et au leader maoïste Robert Linhart.

#### Les entraînements au combat avec Jean-Marc Salmon
Des rapports des Renseignements généraux des 6 et 7 novembre 1969 témoignent de l'activisme d'André Glucksman à la fin des années 1960, en indiquant que « le groupe de la Gauche prolétarienne vient d’entreposer un stock important de grenades fumigènes dans un local du bâtiment C de la faculté. Afin de juger de la puissance et des effets de ces engins, Jean-Marc Salmon et André Glucksman ont procédé […] vers 14 h 30 à une première expérience […] et fait exploser trois grenades dans un terrain vague situé derrière le restaurant nord du centre universitaire ». Ils « estiment que ces armes pourront leur être d’une grande utilité lors d’éventuelles manifestations violentes ». Le lendemain, un autre rapport précise que « des militants d’obédience maoïste s’entraînent régulièrement à la technique du combat de rue à l’aide de longs bâtons dans la salle d’éducation physique du centre universitaire expérimental de Vincennes ».

### La direction du journalJ'accuse, lancé en janvier 1971
Le 15 janvier 1971, alors qu'Alain Geismar est emprisonné, André Glucksmann prend la direction du nouveau journal J'accuse (mensuel), conçu pour accompagner la relance du Secours rouge par Jeannette Colombel, avec le soutien de Jean-Paul Sartre. Glucksmann le codirige avec sa compagne Françoise Renberg et Robert Linhart, apprécié par les lecteurs, mais affaibli par son service militaire dans les commandos de marine. Le journal devient, le 10 mai 1971, J'accuse (mensuel)-La Cause du peuple, au moment de la série d'escarmouches chez Renault qui mèneront à la mort de Pierre Overney en février 1972. Cette fusion provoque le départ de Guy Lardreau et Marin Karmitz, les artistes déplorant l'influence des maoïstes.
Dans un article de mai 1972 dans la revue Les Temps modernes, André Glucksmann qualifie la France de « dictature fasciste ». Au même moment sort le numéro du 1er mai 1972 de J'accuse sur l'affaire de Bruay-en-Artois, très éloigné de la prudence de la presse régionale. Quinze ans plus tard, Jacques Theureau est accusé de s'en être occupé avec Serge July, qui couvrait aussi l'affaire dans son journal nordiste Pirate, et François Ewald, professeur de philosophie au lycée de la ville. En colère, Sartre exige un article prenant ses distances avec le précédent, titré « tribunal populaire ou lynchage ? » d'un innocent, publié dans le numéro suivant, aux côtés de la réponse signée La Cause du Peuple. Malgré ce dérapage, La Cause du peuple continue de couvrir l'affaire sur un mode « encore plus brutal, plus accusateur », avec un photomontage et une plaque commémorative disant que la victime a « été assassinée par la bourgeoisie de Bruay », et en présentant les violences verbales sur place comme spontanées, nées de la « volonté du peuple ».

### La rupture avec l'extrême-gauche et le marxisme
Le 4 mars 1974, André Glucksmann, auquel son ami Maurice Clavel a fait découvrir depuis peu Alexandre Soljenitsyne et son Archipel du Goulag, publie dans Le Nouvel Observateur un article titré : « Le marxisme rend sourd ». Le 25 juin suivant, dans une émission littéraire de l'ORTF, il apostrophera violemment Francis Cohen, ex-correspondant de L'Humanité à Moscou, qui lui décrit la déstalinisation opérée en 1956 par Nikita Khrouchtchev sans consulter Mao Tsé-Toung. Il évoque alors L'Archipel du Goulag. 
En 1975, il fait paraître La Cuisinière et le Mangeur d'hommes, dans lequel il établit un parallèle entre le nazisme et le communisme et qui se vend à 20 000 exemplaires en un an, incitant deux autres leaders de la Gauche prolétarienne, Christian Jambet et Guy Lardreau à publier à leur tour L'Ange. Ontologie de la révolution, écoulé à 15 000 exemplaires en 1976. 
Dans les premières pages du livre, l'auteur évoque sa rencontre avec les parents de Pierre Overney, mais sans exprimer de regret concernant la situation qui a mené à sa mort.  
André Glucksmann a situé sa rencontre avec le leader gauchiste allemand Joschka Fischer, colocataire à Francfort de son ami proche Daniel Cohn-Bendit, « après l'auto-dissolution » de la Gauche prolétarienne, le 1er novembre 1973. Mais il a aussi évoqué la date de « probablement en 1972 », tandis que Daniel Cohn-Bendit a évoqué ses visites fréquentes. Le récit de cette rencontre « pour discuter des gauches françaises et allemandes » sera réédité par Die Zeit en 1986 et traduit par Telos, revue de la Nouvelle gauche américaine. André Glucksmann a gardé un souvenir enthousiaste de Fischer et revient à Francfort en 1977, l'année où il va aider à se cacher en France l'ex-terroriste repenti Hans-Joachim Klein,, avec l'aide d'Olivier Rolin et Jacques Rémy . Klein est extradé en 1998 et condamné à 9 ans de prison en Allemagne.

### Avec les «nouveaux philosophes»
André Glucksmann rompt avec le marxisme lorsqu'il devient le pilier des nouveaux philosophes en publiant Les Maîtres penseurs le 22 mars 1977 puis en militant en faveur des dissidents soviétiques et des opposants des États satellites de l'URSS. Le 27 mai 1977, l'émission littéraire de Bernard Pivot est consacrée à ces « nouveaux philosophes », avec un thème polémique : « Les nouveaux philosophes sont-ils de droite ou de gauche ? » Le mouvement s'est fait connaître quelques mois plus tôt, lorsque Bernard-Henri Lévy, 28 ans, l'incarne dans Les Nouvelles littéraires.  « Les nouveaux philosophes : coup de poker, un coup de marketing intellectuel, ou est-ce au contraire une sorte de révolution culturelle spontanée ; est-ce de la poudre aux yeux, ou bien une approche intelligente, originale, de la vérité ? », présente Bernard Pivot, selon qui l'émission fit couler beaucoup d'encre et rendra définitivement célèbres BHL et Glucksmann. Xavier Delcourt et François Aubral, auteurs d'un essai Contre la nouvelle philosophie, le jugent plus ouvert au dialogue que Bernard-Henri Lévy. André Glucksmann appela aussi bien les deux auteurs que son ami Bernard-Henri Levy à arrêter la spirale des invectives. À ce dernier il dit ainsi : « toi aussi Bernard-Henri Levy, tu en as un peu trop fait ». 
Ses livres suscitent la critique de certains intellectuels de gauche, notamment dans la revue Actes de la recherche en sciences sociales que dirige Pierre Bourdieu. Dans une longue note critique consacrée à La Cuisinière et le mangeur d'hommes, le sociologue Claude Grignon dénonce par exemple le discours « sans queue ni tête » et les « faux paradoxes » d'un « révolutionnaire conservateur », qui « met l'est à la place de l'ouest, la gauche à la place de la droite, la droite à la gauche de la gauche […], transforme les révolutions victorieuses en révolutions manquées et les révolutions manquées (la Commune) en révolutions réussies ».

### Un bateau pour le Viêt Nam

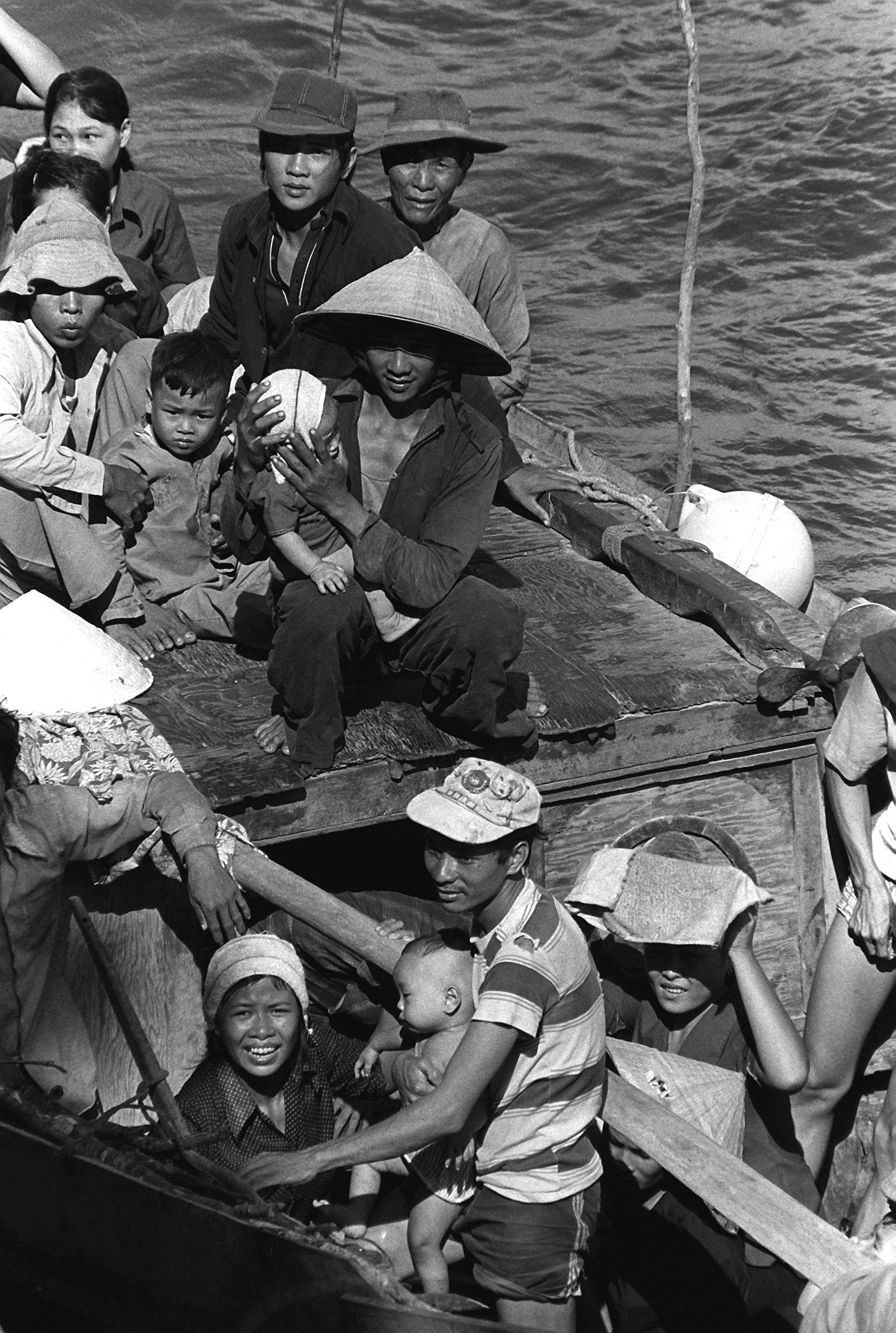
Boat-people vietnamiens en 1984.

Intervenant quelques heures avant la prise de Saïgon par les maquisards du Front national de libération du Sud Viêt-Nam, l'évacuation de l'ambassade des États-Unis en 1975 marque la fin de la guerre. Le Viêt Nam réunifié en 1976 sous l'appellation de République socialiste étend le système à parti unique du nord sur l'ensemble du pays, provoquant le départ clandestin de centaines de milliers de Vietnamiens. En janvier 1979, André Glucksmann, Jean-Paul Sartre et Raymond Aron prennent l’initiative de lancer une opération de sauvetage, « Un bateau pour le Vietnam », en faveur de ceux qui fuient ce pays à bord de bateaux de fortune, les boat-people. La réunion des deux anciens camarades d'études longtemps ennemis en politique sera immortalisée sur un cliché pris le 26 juin 1979 sur le perron de l'Élysée par le photographe Richard Melloul,. Invité de l'émission Apostrophes, après la mort de Jean-Paul Sartre, survenue le 15 avril 1980, l'anticolonialiste viscéral qu'est resté Glucksmann compare les combats du philosophe contre la guerre d'Algérie à ceux de Soljenitsyne pour les libertés en URSS.

### La conversion à l'atlantisme

#### Le soutien à Marie-France Garaud et le rejet d'une pétition contre les Sandinistes du Nicaragua
Lors de l'élection présidentielle de 1981, André Glucksmann et Bernard Kouchner apportent leur soutien à la candidature de Marie-France Garaud, ex-influente conseillère du président Georges Pompidou, qui dispute les voix gaullistes à Jacques Chirac, finalement éliminée dès le 1er tour.
En 1985, alors qu'un certain nombre d'intellectuels et responsables politiques français, parmi lesquels Jean-François Revel, Olivier Todd, Emmanuel Le Roy Ladurie, Pierre Daix, Alain Besançon, Pierre Rigoulot, Bernard Stasi, Jacques Chaban-Delmas, Jacques et Claudie Broyelle ainsi que Bernard-Henri Lévy, apportent leurs signatures à une pétition appelant Ronald Reagan à persévérer dans son soutien aux Contras du Nicaragua, André Glucksmann exprime son désaccord dans l'émission Droit de réponse, considérant le texte comme « vieillot », trop « guerre froide », ne tenant pas compte du fait que « les Américains ont soutenu pendant 50 ans une dictature ». Il rapporte aussi que Yves Montand et Simone Signoret partagent son point de vue, assez proche sur l'Amérique centrale des démocrates chrétiens, et que Bernard-Henri Lévy souhaite retirer sa signature. Ce qu'il fera aux côtés de Pierre Daix.

#### La chute du mur de Berlin et Sarajevo
Pendant les années 1980, il publie d'autres ouvrages, et en 1989, il couvre pour plusieurs organes de presse la chute du Mur de Berlin. Il défend alors un atlantisme fondé sur l'antitotalitarisme et la promotion des droits de l'homme, notamment lors du conflit contre l'Irak (2003) au nom de la nécessité de renverser le président irakien Saddam Hussein,.
Aux élections européennes de 1994, il figure sur la liste L'Europe commence à Sarajevo présentée par Bernard-Henri Lévy dans l'émission politique télévisée L'Heure de vérité,. La liste obtient 1,57 % des suffrages exprimés.
En 1995, André Glucksmann soutient la reprise des essais nucléaires décidée par Jacques Chirac. Quatre ans plus tard, il soutient, avec Bernard-Henri Lévy, l'intervention de l'OTAN en Serbie.
Il est également connu pour son soutien à la cause indépendantiste tchétchène, notamment lors de la Seconde guerre de Tchétchénie. Il raconte qu'il aurait séjourné illégalement pendant un mois en Tchétchénie.

#### La politique de George W. Bush en Irak et en Libye
En 2003, il fustige dans une tribune dans Le Monde, cosignée par Pascal Bruckner et Romain Goupil, le « camp de la paix », reprochant à la France de prétendre canaliser les ardeurs belliqueuses des États-Unis et dénonçant « la couverture partisane de la guerre par les médias », selon lui «  minimisant les horreurs de la tyrannie baasiste pour mieux accabler l'expédition anglo-américaine ». Débutant par « Quelle joie de voir le peuple irakien en liesse fêter sa libération et... ses libérateurs !», le texte dénonce aussi le « passage à tabac des Juifs et des opposants irakiens » lors des grandes marches pacifistes qui ont eu lieu dans la plupart des pays d'Europe.
Cofondateur du Cercle de l'Oratoire puis en 2006 de sa revue Le Meilleur des mondes. Il est, en outre, devenu président de l'association des Amis du Meilleur des Mondes, qui publie cette revue en cogérance avec les éditions Denoël. [réf. nécessaire]
Militant actif en faveur d'engagements armés des pays occidentaux dans les conflits du Moyen-Orient, il pousse, en mars 2011, avec d'autres personnalités, à l'intervention militaire contre le régime libyen de Mouammar Kadhafi. En octobre 2012, il demande une intervention française contre le régime syrien.

### La mobilisation pour le Tibet

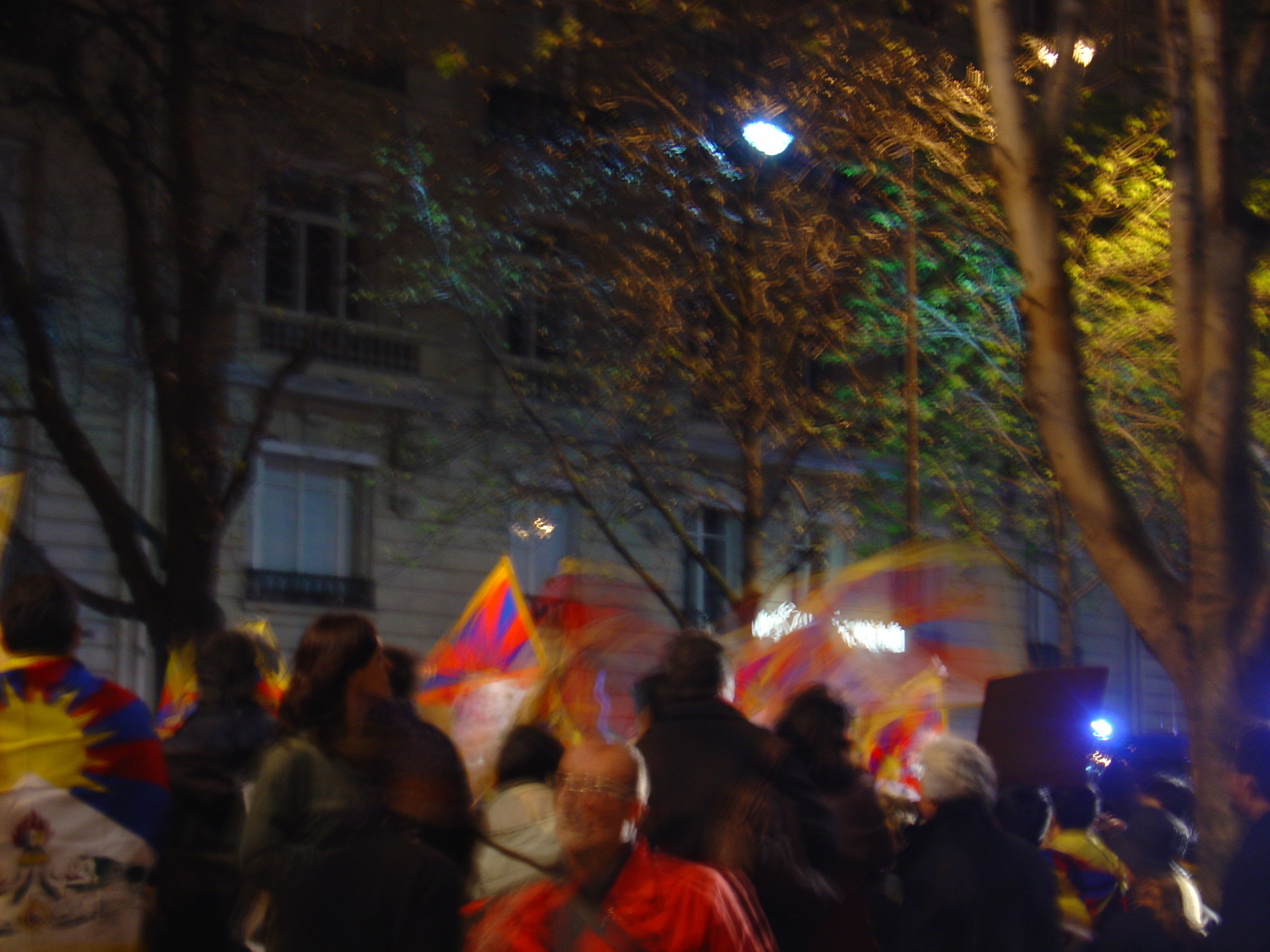
Manifestation solidaire du gouvernement tibétain en exil devant l’ambassade de Chine à Paris le 16 mars 2008.

Il se mobilise pour le Tibet, avec l'ex-maoïste Jean-Paul Ribes, l'aidant notamment quand il cherche un comité de soutien en France à la fin des années 1980.
Dès 2000, il cosigne un appel qui exhorte l'Union européenne et la France à dénoncer fermement la violation des droits de l'homme en Chine et au Tibet, et apporte son soutien à une motion présentée par les États-Unis lors de la 56e session de la Commission des droits de l'homme des Nations unies réunie à Genève.
Peu après les troubles au Tibet en mars 2008, il participe à une manifestation organisée à proximité de l'ambassade de Chine à Paris, et relaie l'appel du 14e dalaï-lama pour la mise en place d'une commission d'enquête internationale, alors que le Tibet est isolé. Il cosigne avec Václav Havel, Frederik Willem de Klerk, Karel Schwarzenberg, Yōhei Sasakawa et El Hassan ben Talal , une lettre ouverte appelant le gouvernement chinois à entamer un dialogue constructif avec les représentants du peuple tibétain,,

### Le soutien à Nicolas Sarkozy
Lors de l'élection présidentielle de 2007, dans une tribune publiée dans Le Monde sous le titre « Pourquoi je choisis Nicolas Sarkozy », il apporte son soutien au candidat de la droite, fustigeant une gauche « qui se croit moralement infaillible » mais a renoncé, selon lui, au combat d'idées et à la solidarité internationale. Sarkozy, ayant demandé au cours de sa campagne « une rupture avec mai 68 », donne l'occasion à Glucksmann de revenir une nouvelle fois sur les événements dans un pamphlet intitulé Mai 68 expliqué à Nicolas Sarkozy. Il s'éloignera par la suite du président, critiquant les rapports amicaux entretenus par Nicolas Sarkozy avec Vladimir Poutine.
Dans une tribune publiée dans Le Monde en février 2007, le romancier Jean-Marie Laclavetine ironise sur le peu de crédibilité de Glucksmann, mettant en parallèle ses engagements politiques des dernières décennies et son soutien au maoïsme lorsqu'il était un des dirigeants de la Gauche prolétarienne. Au même moment, le romancier Morgan Sportès rappelle, dans Ils ont tué Pierre Overney, la responsabilité de la Gauche prolétarienne dans la mort de Pierre Overney et dans l'affaire de Bruay-en-Artois.

### Une analyse de Mai 68
Au moment où il soutient l'élection de Nicolas Sarkozy à la présidence, André Glucksmann estime que la perception traditionnelle des événements de Mai 68 comme un mouvement de gauche, antiautoritaire, doublé d'une révolution culturelle et des mœurs, est restreinte par les préjugés et la récupération de l'événement par les partis de gauche, et en particulier le Parti socialiste[réf. nécessaire].
Selon leur éditeur, André et Raphaël Glucksmann étaient tous deux présents au meeting organisé par l'UMP entre les deux tours de l'élection présidentielle, au cours duquel Nicolas Sarkozy a promis de « liquider l'héritage de 68 »,. Dix mois plus tard, dans un essai écrit à quatre mains, Mai 68 expliqué à Nicolas Sarkozy, ils poseront la question : « Notre président a promis d'enterrer Mai. N'est-il pas plutôt son héritier rebelle ? » Ce faisant, ils adoptent la thèse libérale, selon laquelle Mai 68 n'aurait été que l'une des révolutions antitotalitaires, dont les auteurs voient le premier avatar dans l'Insurrection de Budapest de 1956. Cette révolution avait alors été soutenue par la gauche française, y compris par un certain nombre de communistes, dont André Glucksmann, auxquels ce soutien avait valu d'être exclus de leur parti.
Au cours d'une conférence du Figaro, prononcée en mai 2008 dans le cadre de la promotion de ce livre, André Glucksmann s'exclame : « Souvenez-vous : en 1968, Daniel Cohn-Bendit apostrophait les « crapules staliniennes », les chefs de la CGT, et Aragon, à qui il demandait : « Que faisais-tu pendant les déportations et les famines organisées dans l'URSS des années 1930 ? Tu as du sang sur tes cheveux blancs ».

### Soutien à l'intervention militaire israélienne à Gaza
Le 6 janvier 2009, il publie dans Le Monde un « point de vue » pour défendre la légitimité de l'intervention de l'armée israélienne dans la bande de Gaza en estimant qu'il ne s'agit pas d'une riposte excessive. Il s'interroge en ces termes : « Quelle serait la juste proportion qu'il lui faudrait respecter pour qu'Israël mérite la faveur des opinions ? […] Conviendrait-il qu'Israël patiente sagement jusqu'à ce que le Hamas, par la grâce de l'Iran et de la Syrie, « équilibre » sa puissance de feu ? […] Désire-t-on vraiment qu'Israël en miroir se « proportionne » aux désirs exterminateurs du Hamas ? » Il répond : « Il n'est pas disproportionné de vouloir survivre. »

### Mort
Après un cancer, André Glucksmann meurt le 9 novembre 2015 dans le 10e arrondissement de Paris. Un hommage lui est rendu le 13 novembre 2015 au crématorium-columbarium du Père-Lachaise en présence de nombreuses personnalités,.

## Controverses
Le 26 janvier 1977, il signe avec d'autres intellectuels un communiqué, publié dans Le Monde, qui demande la libération d'un certain nombre d'adultes accusés d'actes pédophiles sur des mineurs de moins de 15 ans. Un an et demi plus tôt, son ami Daniel Cohn-Bendit avait écrit un livre évoquant des expériences personnelles de pédophilie, qu'il décrira plus tard comme une fiction inventée pour « choquer le bourgeois ».
Dans une Lettre ouverte à ceux qui sont passés du col Mao au Rotary, l'essayiste Guy Hocquenghem retrace, de mai 1968 à mai 1986, les carrières et l'évolution (ce qu'il appelle « trahison ») des « repentis » socialistes et de gauche mises en œuvre sous la période mitterrandienne. D'après l'auteur, André Glucksmann fait partie de ce groupe qu'il a appelé « renégats ».[pertinence contestée]

## Publications
- « Le western ou les aventures de la tragédie », dans Le Western: sources, thèmes, mythologies, auteurs, acteurs, filmographies, Raymond Bellour (dir.), Paris, UGC 10/18, 1966.
- "Un structuralisme ventriloque", Les Temps modernes, n° 250, mars 1967, p. 1557-1598.
- Le Discours de la guerre, théorie et stratégie, Paris, L'Herne, 1967.
- Stratégie et révolution en France 1968, Paris, Christian Bourgois, 1968.
- "Fascisme : l'ancien et le nouveau", Les Temps modernes, 1972, n° 310 bis

- La Cuisinière et le mangeur d'hommes - Essai sur les rapports entre l'État, le marxisme et les camps de concentration, Paris, Le Seuil, 1975.
- Les Maîtres penseurs, Paris, Grasset, 1977.
- Cynisme et passion, Paris, Grasset, 1981.
- La Force du vertige, Paris, Grasset, 1983.
- La Bêtise, Paris, Grasset, 1985.
- Préface Devant le bien et le mal à Petr Fidelius, L'Esprit post-totalitaire, Paris, Grasset, 1986.
- Avec Thierry Wolton, Silence, on tue, Paris, Grasset, 1986.
- Descartes c'est la France, Paris, Flammarion, 1987.
- Le XIe commandement, Paris, Flammarion, 1992.

- La Fêlure du monde : Éthique et sida, Paris, Flammarion, 1993.
- De Gaulle où es-tu ?, Paris, Jean-Claude Lattès, 1995.
- Le Bien et le mal : lettres immorales d'Allemagne et de France, Paris, Hachette Littératures, 1997.
- La Troisième Mort de Dieu, Paris, Nil éditions, 2000.
- Dostoïevski à Manhattan, Paris, Robert Laffont, 2002.
- Ouest contre Ouest, Paris, Plon, 2003.
- Le Discours de la haine, Paris, Plon, 2004.
- Une rage d'enfant, Paris, Plon, 2006.
- Avec Raphaël Glucksmann, Mai 68 expliqué à Nicolas Sarkozy, Paris, Denoël, 2008.
- Les Deux Chemins de la philosophie, Paris, Plon, 2009.
- Avec Nicole Bacharan et Abdelwahab Meddeb, La Plus belle histoire de la liberté, Paris, Le Seuil, 2009.
- La République, la pantoufle et les petits lapins, Paris, Desclée de Brouwer, 2011.
- Voltaire contre-attaque, Paris, Robert Laffont, 2014.

## Films
- Sauve qui pense - Rette sich wer denkt, portrait d'André Glucksmann, France/Allemagne, 1998, produit par ZDF/Arte, réalisé par Christoph Weinert[100].

## Distinctions

### Décorations
- Officier de la Légion d'honneur (15 avril 2009). Décoré par Nicolas Sarkozy[101].
- Ordre de la Croix de Terra Mariana de 3e classe

### Prix
- Prix Jean-Paul II de l'Institut pour les Droits de l'Homme d'Auschwitz, remis par le pape Benoît XVI (9 décembre 2009).